# Pierre Bauduin
Pierre Bauduin (* 5. Mai 1964) ist ein französischer Historiker mit der mittelalterlichen Normandie als Spezialgebiet.
Pierre Bauduin promovierte 1998 in Geschichte mit einer Arbeit über die Grenzen der Normandie im 10. und 11. Jahrhundert. Er ist Maître de conférences an der Universität Caen, wo er mittelalterliche Geschichte lehrt.

## Schriften
- La première Normandie, Xe-XIe. Sur les frontières de la Haute-Normandie, identité et construction d'une principauté (Bibliothèque du Pôle universitaire normand). Presses universitaires de Caen, Caen 2004, ISBN 2-84133-145-8 (zugl. Dissertation, Universität Caen 1998).
- Les Vikings (Qe Sais-Je? 1188). PUF, Paris 2004, ISBN 2-13-054127-5, 126 S.

| Personendaten    | Personendaten            |
| ---------------- | ------------------------ |
| NAME             | Bauduin, Pierre          |
| KURZBESCHREIBUNG | französischer Historiker |
| GEBURTSDATUM     | 5. Mai 1964              |